# Joseph Ridgway
Joseph Ridgway (* 6. Mai 1783 auf Staten Island, New York; † 1. Februar 1861 in Columbus, Ohio) war ein US-amerikanischer Politiker. Zwischen 1837 und 1843 vertrat er den Bundesstaat Ohio im US-Repräsentantenhaus.

## Werdegang
Joseph Ridgway besuchte die öffentlichen Schulen seiner Heimat und absolvierte danach eine Lehre im Schreiner- und Zimmermannshandwerk. Später stellte er Pflüge her. Seit 1822 lebte er in Columbus, wo er eine Eisengießerei gründete. Gleichzeitig schlug er eine politische Laufbahn ein. Zwischen 1828 und 1832 saß er als Abgeordneter im Repräsentantenhaus von Ohio. In den 1830er Jahren schloss er sich der damals gegründeten Whig Party an.
Bei den Kongresswahlen des Jahres 1836 wurde Ridgway im achten Wahlbezirk von Ohio in das US-Repräsentantenhaus in Washington, D.C. gewählt, wo er am 4. März 1837 die Nachfolge des Demokraten Jeremiah McLene antrat. Nach zwei Wiederwahlen konnte er bis zum 3. März 1843 drei Legislaturperioden im Kongress absolvieren. Die Zeit ab 1841 war von den Spannungen zwischen Präsident John Tyler und den Whigs geprägt. Außerdem wurde damals bereits über eine mögliche Annexion der seit 1836 von Mexiko unabhängigen Republik Texas diskutiert.
Im Jahr 1842 wurde Ridgway nicht wiedergewählt. Nach dem Ende seiner Zeit im US-Repräsentantenhaus war er Mitglied des State Board of Equalization. Außerdem fungierte er über 20 Jahre lang als Direktor bei der Clinton Bank. Er starb am 1. Februar 1861 in Columbus, wo er auch beigesetzt wurde.